# Поморський медичний університет у Щецині
53°25′23″ пн. ш. 14°33′15″ сх. д. / 53.42306° пн. ш. 14.55417° сх. д.
Поморський медичний університет у Щецині (пол. Pomorski Uniwersytet Medyczny w Szczecinie) — медичний заклад вищої освіти у польському Щецині, заснований у 1948 році.

## Історія
Заснований у 1948 році як Медична академія.
У 1949 році до складу Академії входило вісім клінік та два факультети. У 1949-1992 роках університет носив назву Поморського медичного університету Генерала Кароля Сверчевського. У 1992 році університет перейменований на Поморський медичний університет в Щецині.
У 2010 році реорганізований у Поморський медичний університет у Щецині.

## Структура та напрями підготовки
Університет здійснює підготовку фахівців за дванадцятьма напрямками на чотирьох факультетах:
- Загальномедичний
  - Лікувальна справа (навчання польською та англійською мовами)
- Медико-стоматологічний
  - Стоматологія (навчання польською та англійською мовами)
  - Зубна гігієна
- Фармації, медичної біотехнології та лабораторної медицини
  - Біотехнології
  - Медична аналітика
  - Фармація
- Наук про здоров'я
  - Сестринська справа
  - Акушерство
  - Косметологія
  - Парамедицина
  - Охорона здоров'я
  - Фізіотерапія
  - Дієтологія.

З 1995 року в університеті працює англомовна програма для іноземців, переважно норвезьких студентів. Нині — ще й німецькомовні для студентів з Німеччини.

## Ректори
- з 2016: проф. Богуслав Махалінський
- 2012–2016: проф. Анджей Цеханович
- 2005–2012: проф. Пшемислав Новацький
- 2002–2005: проф. Венанціуш Домагала
- 1996–2002: проф. Кшиштоф Марліч
- 1990–1996: проф. Северин Веховський
- 1984–1990: проф. Сильвестр Ковалік
- 1982–1984: проф. Тадеуш Бжежінський
- 1978–1982: проф. Збігнєв Янчук
- 1971–1978: проф. Ервін Мозолевський
- 1962–1971: проф. Адам Креховецький
- 1959–1962: проф. Вітольд Старкевич
- 1956–1959: проф. Болеслав Гурницький
- 1953–1956: проф. Міхал Ярема
- 1953: проф. Юзеф Таневський
- 1950–1953: проф. Чеслав Мурчинський
- 1948–1950: проф. Якуб Венгерко.